# 托马斯·霍尔
托马斯·霍尔（英語：Thomas Hall，1982年2月21日—），加拿大男子皮划艇运动员。他曾代表加拿大参加2008年夏季奥林匹克运动会皮划艇比赛，获得男子单人划艇1000米铜牌。